# Richard Neville, V conte di Salisbury
Richard Neville, V conte di Salisbury (Castello di Raby, 1400 – 31 dicembre 1460), è stato un nobile inglese, fedele alla causa degli York durante la guerra delle due rose.

## Arricchirsi
Richard Neville nacque nel castello di Raby nel 1400 decimo figlio di Ralph Neville e primo della sua seconda moglie Joan Beaufort. I possedimenti della famiglia Neville si trovavano per lo più nello Yorkshire e nella contea di Durham, ma sia Riccardo II d'Inghilterra che Enrico V d'Inghilterra trovarono che questa famiglia sarebbe stata utile nel controbilanciare il crescente potere dei Percy presso i confini scozzesi, per questo motivo nel 1397 Ralph Neville era stato creato conte e nel 1403 Guardiano delle Marche Occidentali. Il matrimonio fra Neville, figlio di un piccolo nobile, e Joan Beaufort, nipote di Edoardo III d'Inghilterra attraverso suo figlio Giovanni Plantageneto, I duca di Lancaster, va visto, probabilmente, come un'altra ricompensa per i servizi resi alla corona o di cui la corona intendeva avvalersi.
I figli del primo matrimonio di Ralph, con una donna della nobiltà locale, contrassero matrimoni onorevoli, ma di uguale levatura, mentre quelli nati dall'unione con Joan poterono, grazie alle origini materne, puntare decisamente più in alto. Tre delle sorelle di Richard si sposarono con dei duchi, Cecily sposò addirittura Riccardo Plantageneto, III duca di York e lo stesso Richard sposò Alice Montacute, V contessa di Salisbury (1407 circa-prima del 9 dicembre 1462), erede di Thomas Montacute, IV conte di Salisbury.
La data esatta del matrimonio non è conosciuta, ma dev'essere stata prima del 1421 perché a quella data appaiono come sposi all'incoronazione di Caterina di Valois, sposa di Enrico V. All'epoca delle nozze Thomas Montacute era ancora vivo ed, essendosi risposato, poteva avere ancora un figlio maschio che avrebbe avuto il titolo, ma la sua unione con Alice Chaucer risultò sterile così quando Thomas morì nel 1428 il titolo e le terre andarono ad Alice e quindi a Richard. Da decimo figlio qual era egli ereditò molto più di quanto non avrebbe mai potuto pensare, il fratellastro John, che morì in quel periodo, stranamente permise che molti dei possedimenti dei Neville passassero al ramo Beaufort della famiglia così che, i figli nati da questo matrimonio, alla morte di Joan avvenuta nel 1440 ereditassero una somma ingente di terre e denaro. La branca Neville-Salisbury entrò in possesso delle terre di Middleham, di Sheriff Hutton, nello Yorkshire e di Penrith (Cumbria), i Neville invece conservarono il Castello di Raby e la faida interna che sorse fra loro fu poi fagocitata da quella con i Percy, famiglia della madre di Ralph Neville. Richard, grazie all'unione con Alice, entrò anche in possesso della quota di eredità derivante da Thomas Holland, II conte di Kent, padre di Eleanor Holland (1386-dopo il 1413) madre di Alice, guadagnandosi così una residenza anche nel sud, nel Berkshire.

## Guardiani dei Confini
A lungo la difesa dei confini con la Scozia era stata in mano ai Percy che detenevano sia l'incarico di Guardiani delle Marche Occidentali, con base a Carlisle, che quelle Orientali con sede a Berwick-upon-Tweed. Questo stato di cose era durato per tutto il XIV secolo e nel 1399 Henry Percy, I conte di Northumberland (10 novembre 1341-20 febbraio 1408) era stato assegnato alle Marche Occidentali, mentre suo figlio Henry Percy a quelle Orientali, tuttavia quest'ultimo si sollevò contro il re e suo padre venne accusato di complicità. Il 21 luglio 1403 Henry Percy fu ucciso alla Battaglia di Shrewsbury e Ralph Neville venne incaricato, da Enrico V, di catturare Northumberland, quando l'incarico venne portato a termine entrambe le Marche vennero affidate ai Neville, anche se, nel 1417 ai Percy vennero restituite quelle Orientali.
Richard divenne Guardiano delle Marche Occidentali nel 1420, un incarico redditizio che dava una pensione annuale di 1.500£ e che aumentava di quattro volte in caso di guerra contro gli scozzesi. Carlisle non aveva una guarnigione permanente, come a Calais, ma le frequenti schermaglie e le incessanti incursioni rendevano necessaria la presenza di uomini esperti e mezzi necessari per fronteggiarle. Oltre a quest'incarico Richard ricevette anche quello di Giudice di pace per Westmorland, Cumberland e Durham, nel 1431 accompagnò il giovane Enrico VI d'Inghilterra in Francia per la sua incoronazione e al suo ritorno ricevette il controllo delle Marche Occidentali.
Nel 1436 Richard si dimise da entrambi gli incarichi, anche se poteva essere solo un tentativo per farsi pagare gli arretrati e accompagnò il cognato Riccardo Plantageneto, III duca di York in Francia portando con loro 1.300 fra armigeri e arcieri, tornarono l'anno seguente e nel mese di novembre Richard fu ammesso nel Consiglio del re. L'incarico nelle Marche non venne ripreso subito, poiché erano in corso delle dispute con i parenti del ramo Neville del primo matrimonio e quando queste si appianarono nel 1443 Richard tornò alle Marche occidentali benché a compenso ridotto, ma più sicuro perché calcolato sulle effettive disponibilità della corona.

## La faida
Alla fine del 1443 Richard poteva dirsi soddisfatto della propria posizione, aveva due incarichi di tutto rispetto, suo fratello Robert era vescovo di Durham, suo fratello William Neville, I conte di Kent era guardiano del castello di Roxburgh ed egli stesso aveva già diversi figli fra cui quattro maschi e almeno due di loro avevano già contratto ottimi matrimoni. Eppure l'ascesa dei Neville era giunta al termine, Enrico VI intendeva infatti elevare i propri parenti e benché sia lui che Richard discendessero entrambi da Giovanni Plantageneto, I duca di Lancaster, il sovrano era discendente diretto di Enrico IV d'Inghilterra, nato dal matrimonio con Bianca di Lancaster, mentre Richard discendeva dalla terza e meno nobile moglie, Katherine Swynford che aveva sposato dopo che per anni era stata la sua amante, anni durante i quali erano nati anche diversi figli.
In questo contesto l'annosa rivalità fra i Neville e i Percy scoppiò nuovamente trasformandosi in una faida. I Percy possedevano terre un po' per tutta l'Inghilterra mentre i Neville erano per lo più concentrati nel nord-est del paese, tuttavia il loro controllo sulle Marche Occidentali dava loro grande potere anche in quella zona nonostante detenessero solo Penrith e Kendal nella Cumbria. I Percy avevano dovuto vedere i Neville che i loro locatari fossero reclutati da Richard e dovevano anche ammettere che, nonostante le entrate ridotte, il loro potere era ancora molto forte. La situazione era peggiorata dal fatto che, nel 1400, era ancora in auge il cosiddetto bastard feudalism dove gli abitanti di una zona fornivano supporto economico o militare al signorotto locale e in cambio questi dava loro una somma annuale, uno stemma che provasse il loro legame reciproco e l'aiuto nelle dispute con i vicini. Questo potere al nord-ovest era esercitato maggiormente da Richard che non dai Percy che si vedevano in una posizione ancora più debole. Nel 1448 il conflitto fra inglesi e scozzesi esplose più forte del solito ed Henry Percy, II conte di Northumberland prese gli uomini dalle Marche Occidentali di Richard, di cui era cognato, e nella battaglia di Sark del 23 ottobre 1448 fu sconfitto e suo figlio catturato. Richard perse oltre un considerevole numero di uomini e cavalli e il fatto che sia lui che Percy furono esclusi dai conseguenti negoziati di pace non poté che infiammare maggiormente i rapporti fra le due famiglie. Nei cinque anni seguenti il figlio di Percy, Thomas Percy, I barone Egremont (29 novembre 1422-10 luglio 1460) attizzò piccole rivolte nello Yorkshire in particolare fra York che era in mezzo fra due delle proprietà dei Neville e dei Percy ponendo quindi fine ad ogni possibile soluzione pacifica.
Nell'agosto del 1453 Egremont insieme a 1.000 uomini tese un'imboscata a Richard che si apprestava a raggiungere con la famiglia Sheriff Hutton mentre tornava dal Lincolnshire dove era andato per il matrimonio del figlio Thomas. Benché la scorta di Richard fosse più piccola di quella di Egremont riuscì ad arrivare indenne al maniero, quest'episodio fu l'ultimo della loro guerra privata che andò a confluire in quella, sempre più pressante delle Due rose.

## Le ultime battaglie
Nel 1454 l'Inghilterra iniziò a cadere nel caos a seguito della malattia di Enrico VI, questi cadde sempre più spesso in uno stato di semincoscienza e poiché il regno necessitava di una guida la moglie Margherita d'Angiò si fece avanti per offrirsi come Reggente. Tuttavia fu Riccardo Plantageneto, III duca di York, cognato di Richard, ad essere nominato Protettore nel mese di marzo e Richard si schierò dalla sua parte ottenendo la nomina a Lord cancelliere. Quando Enrico provò a spodestare York dalla propria posizione questi rispose con la forza, asserendo di agire per legittima difesa e i due eserciti si scontrarono nella Prima battaglia di St Albans dove gli York ottennero la vittoria e diedero inizio alla Guerra delle due rose. Dopo aver vinto ancora alla battaglia di Blore Heath del 23 settembre 1459 Richard fu costretto a scappare a Calais poiché per lui il perdono reale era ormai escluso, tornò in patria l'anno dopo per combattere ancora nella Battaglia di Wakefield e questa volta la fortuna lo abbandonò. Lui e il cognato vennero catturati, l'esercito lancasteriano di Enrico VI vinse e il 31 dicembre Richard e York vennero decapitati e le loro teste appese ai muri della città di York.
Richard venne sepolto nel Berkshire.

## Matrimonio e figli
Dall'unione fra Richard ed Alice Montacute nacquero dieci figli:
- Cecily Neville, (1424-28 luglio 1450), sposò Henry de Beauchamp, I conte di Warwick (21 marzo 1425)-11 giugno 1446)
- Richard Neville, XVI conte di Warwick
- John Neville, I marchese di Montagu (1431 circa-14 aprile 1471)
- George Neville (1432 circa-8 giugno 1476), fu Arcivescovo di York e Lord Cancelliere per Edoardo IV d'Inghilterra
- Joan Neville, (1434-1462)
- Katherine Neville (1442- fra gennaio e marzo 1504), sposò in seconde nozze William Hastings, I barone Hastings
- Thomas Neville (1443-1460), morì alla Battaglia di Wakefield
- Eleanor Neville (1447-1482), fu la prima moglie di Thomas Stanley, I conte di Derby che in seconde nozze sposò Margaret Beaufort
- Alice Neville (1430 circa-dopo il 22 novembre 1503), sua figlia Elizabeth fu la nonna di Caterina Parr
- Margaret Neville (morta nel 1506) sposò John de Vere, XIII conte di Oxford

## Ascendenza
|                                            |                           |                                 | Genitori                                           |  |  | Nonni |  |  | Bisnonni                                 |  |  | Trisnonni                               |  |
|                                            |                           |                                 |                                                    |  |  |       |  |  | Ralph Neville, II barone Neville di Raby |  |  | Ralph Neville, I barone Neville di Raby |  |
|                                            |                           |                                 |                                                    |  |  |       |  |  | Ralph Neville, II barone Neville di Raby |  |  | Ralph Neville, I barone Neville di Raby |  |
|                                            |                           | Eupheme de Clavering            |                                                    |  |  |       |  |  | Ralph Neville, II barone Neville di Raby |  |  |                                         |  |
| John Neville, III barone Neville di Raby   |                           |                                 |                                                    |  |  |       |  |  | Ralph Neville, II barone Neville di Raby |  |  |                                         |  |
|                                            |                           | Alice de Audley                 | Hugh de Audley, I barone Audley di Stratton Audley |  |  |       |  |  |                                          |  |  |                                         |  |
|                                            |                           | Alice de Audley                 | Hugh de Audley, I barone Audley di Stratton Audley |  |  |       |  |  |                                          |  |  |                                         |  |
|                                            |                           | Alice de Audley                 | Isolde Mortimer                                    |  |  |       |  |  |                                          |  |  |                                         |  |
| Ralph Neville, I conte di Westmorland      |                           | Alice de Audley                 |                                                    |  |  |       |  |  |                                          |  |  |                                         |  |
|                                            |                           | Henry de Percy, II barone Percy | Henry de Percy, I barone Percy                     |  |  |       |  |  |                                          |  |  |                                         |  |
|                                            |                           | Henry de Percy, II barone Percy | Henry de Percy, I barone Percy                     |  |  |       |  |  |                                          |  |  |                                         |  |
|                                            |                           | Henry de Percy, II barone Percy | Eleanor FitzAlan                                   |  |  |       |  |  |                                          |  |  |                                         |  |
| Maud Percy                                 |                           | Henry de Percy, II barone Percy |                                                    |  |  |       |  |  |                                          |  |  |                                         |  |
|                                            |                           | Idoine de Clifford              | Robert de Clifford, I barone Clifford              |  |  |       |  |  |                                          |  |  |                                         |  |
|                                            |                           | Idoine de Clifford              | Robert de Clifford, I barone Clifford              |  |  |       |  |  |                                          |  |  |                                         |  |
|                                            |                           | Idoine de Clifford              | Maud de Clare                                      |  |  |       |  |  |                                          |  |  |                                         |  |
| Richard Neville, V conte di Salisbury      |                           | Idoine de Clifford              |                                                    |  |  |       |  |  |                                          |  |  |                                         |  |
|                                            | Edoardo III d'Inghilterra | Edoardo II d'Inghilterra        |                                                    |  |  |       |  |  |                                          |  |  |                                         |  |
|                                            | Edoardo III d'Inghilterra | Edoardo II d'Inghilterra        |                                                    |  |  |       |  |  |                                          |  |  |                                         |  |
|                                            | Edoardo III d'Inghilterra | Isabella di Francia             |                                                    |  |  |       |  |  |                                          |  |  |                                         |  |
| Giovanni Plantageneto, I duca di Lancaster | Edoardo III d'Inghilterra |                                 |                                                    |  |  |       |  |  |                                          |  |  |                                         |  |
|                                            |                           | Filippa di Hainaut              | Guglielmo I di Hainaut                             |  |  |       |  |  |                                          |  |  |                                         |  |
|                                            |                           | Filippa di Hainaut              | Guglielmo I di Hainaut                             |  |  |       |  |  |                                          |  |  |                                         |  |
|                                            |                           | Filippa di Hainaut              | Giovanna di Valois                                 |  |  |       |  |  |                                          |  |  |                                         |  |
| Joan Beaufort                              |                           | Filippa di Hainaut              |                                                    |  |  |       |  |  |                                          |  |  |                                         |  |
|                                            |                           | Payne De Roet                   | …                                                  |  |  |       |  |  |                                          |  |  |                                         |  |
|                                            |                           | Payne De Roet                   | …                                                  |  |  |       |  |  |                                          |  |  |                                         |  |
|                                            |                           | Payne De Roet                   | …                                                  |  |  |       |  |  |                                          |  |  |                                         |  |
| Katherine Swynford                         |                           | Payne De Roet                   |                                                    |  |  |       |  |  |                                          |  |  |                                         |  |
|                                            |                           | …                               | …                                                  |  |  |       |  |  |                                          |  |  |                                         |  |
|                                            |                           | …                               | …                                                  |  |  |       |  |  |                                          |  |  |                                         |  |
|                                            |                           | …                               | …                                                  |  |  |       |  |  |                                          |  |  |                                         |  |
|                                            |                           | …                               |                                                    |  |  |       |  |  |                                          |  |  |                                         |  |